# المدرسة المركزية للدار البيضاء
المدرسة المركزية للدار البيضاء هي مدرسة هندسة عامة غير ربحية تقع في مدينة الدار البيضاء بالمغرب، وهي جزء من مجموعة المدارس المركزية الفرنسية. كانت المدرسة المركزية للدار البيضاء أول مدرسة هندسة عامة في المغرب، والمدرسة العامة الوحيدة في البلاد التي تمنح درجة علمية معترف بها في فرنسا في مجال الهندسة.
تأسست المدرسة المركزية للدار البيضاء في أبريل عام 2013 باتفاقية شراكة ما بين الدولة المغربية والدولة الفرنسية تم التوقيع عليها بحضور الملك محمد السادس ورئيس الجمهورية الفرنسية آنذاك فرانسوا هولاند من أجل دعم التصنيع في المغرب من خلال المديرين التنفيذيين ورجال الأعمال والمدراء والمهندسين من أصحاب المستوى العلمي العالي. تخضع المدرسة لإشراف وزارة الصناعة والتجارة المغربية، وتهتم بشكل أساسي بتدريب المهندسين الحاصلين على لقب "مهندس مركزي عام"، وتمنح لخريجيها شهادة في الهندسة مُعترف بها في أنحاء فرنسا بفضل اعتمادها من لجنة الألقاب الهندسية الفرنسية في عام 2017، ومُعترف بها أيضًا على المستوى الأوروبي وفقًا لمعايير الجودة الدولية المعمول بها في مجال التدريب الهندسي. تقع المدرسة المركزية للدار البيضاء في حرم بوسكورة في جنوب مدينة الدار البيضاء.

## لمحة تاريخية
تأسست المدرسة المركزية للدار البيضاء بهدف تطوير المجال الصناعي في المغرب، والذي كان يشهد نموًا اقتصاديًا قويًا. كان إنشاء المدرسة جزءًا من الديناميكية التي حددها الميثاق الوطني للتطور الصناعي في الفترة ما بين عامي 2014-2020 والذي يهدف إلى تحسين أداء وكفاءة نظام التدريب بحيث يمكنه تلبية احتياجات المستثمرين في تدريب القادة الذين يتمتعون بمعرفة علمية وتقنية عالية.
أبرمت الاتفاقية الخاصة بتأسيس المدرسة المركزية للدار البيضاء المدرسة المركزية في القصر الملكي بمدينة الدار البيضاء في المغرب في 3 أبريل 2013 كفرع من المدرسة المركزية بباريس بحضور الملك محمد السادس، ورئيس الجمهورية الفرنسي فرانسوا هولاند وإيرفي بيوسر مدير مدرسة باريس المركزية، وقد وقع على الاتفاقية كل من وزير التعليم العالي والبحث العلمي الفرنسي والدولة المغربية ممثلة في وزراء الاقتصاد والمالية والتعليم العالي والتدريب التنفيذي والبحث العلمي والصناعة والتجارة والتكنولوجيات الجديدة. تجعل هذه الشراكة المدرسة بمثابة مدرسة حكومية مغربية.